# Doriano Romboni

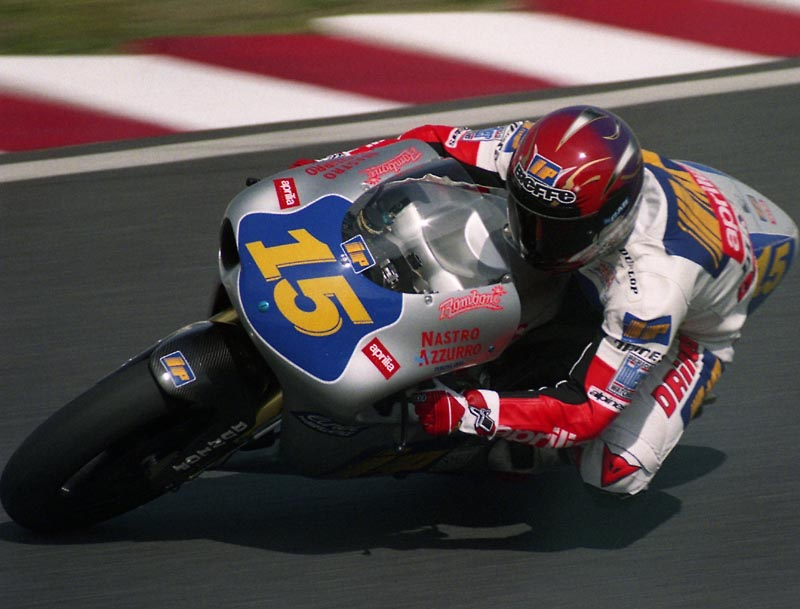
Doriano Romboni

Doriano Romboni (Lerici, 8 december 1968 – Latina, 30 november 2013) was een Italiaanse oud-motorcoureur. In de 125 cc-klasse werd hij eindoverwinnaar bij de TT van Assen in 1990.
Romboni kwam om het leven op 30 november 2013 tijdens een race ter nagedachtenis aan de verongelukte motorcoureur Marco Simoncelli.